# Zuul
Zuul (podle postavy z filmu Krotitelé duchů) byl rod ankylosauridního dinosaura, žijícího v období svrchní křídy (souvrství Judith River) na území státu Montana, USA). Žil v období geologického stupně kampán (období před 84 až 72 mil. let), konkrétně asi před 76,2 až 75,2 miliony let. 

## Popis
Zajímavostí je především jeho kompletně dochovaná lebka a ocas, včetně ocasní „palice“ na jeho konci. Druhové jméno crurivastator („ničitel holení“) odkazuje k obranné taktice těchto dinosaurů, spočívající ve schopnosti těžce poranit dolní části nohou útočících teropodů. Novější výzkumy však ukazují, že tito dinosauři bojovali svými ocasními kyji také mezi sebou navzájem.

## Rozměry
Podle odhadů byl tento robustní čtvernohý býložravec dlouhý asi 6 metrů a vážil kolem 2,5 tuny. Lebka je dlouhá kolem 0,5 metru, ocas holotypu měří na délku 278 cm (z toho 210 cm ocasní palice i s „násadou“, což je rekordní míra pro severoamerické ankylosaury). Samotná palice je dlouhá 52,5 cm a široká 36,8 cm.

## Zařazení
Zuul patřil do čeledi Ankylosauridae, konkrétně do skupiny (tribu) Ankylosaurini. Jeho nejbližšími příbuznými byly zřejmě rody Ankylosaurus, Anodontosaurus, Dyoplosaurus a Scolosaurus. Sesterským rodem pak byl zřejmě Dyoplosaurus.